# Luis Monzalvo
Luis Monzalvo (ca. 1903, Córdoba) fue un destacado dirigente sindical ferroviario argentino que actuó desde fines de la década de 1910. Originariamente de ideología radical y luego socialista, desempeñó un papel crucial en el encuentro de Juan Domingo Perón y la Unión Ferroviaria y la formación del núcleo sindical que fundó del peronismo a partir de 1943.

## Biografía
Luis Monzalvo nació cerca de 1903 y trabajó en el ferrocarril desde niño. A los 15 años comenzó a militar sindicalmente en Córdoba. En 1926 comenzó a actuar como representante sindical en la seccional Córdoba, de la recién creada Unión Ferroviaria (UF), el principal sindicato de la Argentina. Políticamente Monzalvo se identificó primero con la ideología de la Unión Cívica Radical (UCR) y luego con el Partido Socialista.
El 4 de junio de 1943 se produjo la llamada Revolución del 43. Dos meses después se radicó en Buenos Aires y en agosto fue gestor principal y asistente a la reunión del teniente coronel Domingo Mercante y el coronel Juan Domingo Perón con la dirigencia de la Unión Ferroviaria que inició el vínculo entre ambos militares y el movimiento obrero argentino que daría lugar a la creación del movimiento peronista. En esa reunión el grupo sindical integrado por Monzalvo propuso a Perón cinco puntos: 1) libertad de agremiación e independencia sindical; 2) creación del Ministerio de Trabajo; 3) aumento general de un 10% de los salarios; 4) plan de viviendas dignas para obreros; 5) apoyo estatal al Hospital Ferroviario. Monzalvo actuó desde ese momento como uno de los nexos principales entre los sindicatos y el grupo militar liderado por Perón.
Desde octubre de 1943 fue asesor de Domingo Mercante, interventor en la UF. En abril de 1944 fue designado por Perón, ya secretario de Trabajo y Previsión, a cargo de la Dirección General de Asistencia y Previsión Social para Ferroviarios. En ese tiempo también fue secretario de actas de la Comisión Especial Pro Unidad Sindical de CGT.
Fue uno de los protagonistas decisivos de los sucesos de octubre de 1945, cuando Perón fue detenido por un golpe militar y que culminaron  el 17 de octubre de 1945 con la gran manifestación obrera que obtuvo la libertad de Perón y el compromiso del gobierno de convocar a elecciones democráticas en febrero de 1946, y que desde ese momento fue conmemorada por el peronismo como Día de la Lealtad.
Inmediatamente después fue uno de los fundadores y secretario del Partido Laborista, de base sindical, que llevó a Perón como candidato presidencial aportando a su victoria el 80% de los votos. Fue Monzalvo quien le dijo a Perón que no iban a necesitar de partidos tradicionales y quien desde la UF se encargó de inscribir y legalizar el Partido Laborista, pese al poco tiempo antes de las elecciones de febrero del 1946. También fue quien propuso la denominación de “Partido Laborista”.
Monzalvo fue uno de los líderes del Partido Laborista que apoyaron su disolución para crear un único partido peronista, y cuestionaron las posturas contrarias de Luis Gay y Cipriano Reyes.
Presidió la Agrupación Ferroviaria Metropolitana y el Consejo Ferroviario Peronista. En 1950 fue delegado organizador de la CGT en Mendoza y San Juan. Estuvo a cargo cerca de un año de la regional de la CGT en San Juan.
En junio de 1951 retornó a Buenos Aires para trabajar desde la CGT en la campaña para las elecciones presidenciales de ese año. Fue uno de los impulsores de la candidatura a vicepresidenta de Eva Perón, frustrada finalmente debido a la enfermedad que puso fin a su vida al año siguiente. Perón ganó las elecciones con un 63,2% de los votos, el porcentaje más alto de la historia argentina.
En 1975 publicó sus memorias, tituladas Testigo de la primera hora del peronismo.